# Kordići Žumberački
Kordići Žumberački su naseljeno mjesto u Republici Hrvatskoj u Zagrebačkoj županiji. 

## Zemljopis
Administrativno su u sastavu općine Žumberak. Naselje se proteže na površini od 1,30 km².

## Stanovništvo
Prema popisu stanovništva iz 2001. godine u naselju Kordići Žumberački živi 10 stanovnika i to u 3 kućanstva. Gustoća naseljenosti iznosi 7,69 st./km².
| broj stanovnika | 58    | 68    | 71    | 69    | 74    | 75    | 77    | 79    | 64    | 60    | 45    | 37    | 15    | 11    | 10    | 5     | 4     |
|                 | 1857. | 1869. | 1880. | 1890. | 1900. | 1910. | 1921. | 1931. | 1948. | 1953. | 1961. | 1971. | 1981. | 1991. | 2001. | 2011. | 2021. |